# 紐西蘭裔澳大利亞人
紐西蘭裔澳大利亞人，泛指本人或其先祖來自於紐西蘭的澳大利亞公民，或旅居於澳大利亞的紐西蘭人。由於兩地為兄弟之邦，且經濟及文化交往頻繁，紐西蘭人移居澳大利亞乃司空見慣的現象，當中不乏到澳大利亞求學或尋找工作機會的人。據2013年統計，在澳大利亞的紐西蘭公民達65萬人，是紐西蘭人口的15%。

## 外部連結
- Duncan Waterson. . Dictionary of Sydney. 2008  [4 October 2015]. （原始内容存档于2022-01-14）. (History of New Zealanders in Sydney)